# La gabbia (serie televisiva)
La gabbia è una serie televisiva francese distribuita da Netflix e pubblicata nel novembre 2024.

## Trama
Un giovane lottatore di MMA che sogna di diventare un professionista fatica a farsi notare finché un combattimento inaspettato non gli offre una grande opportunità e un feroce rivale.

## Episodi
| Stagione       | Episodi | Pubblicazione |
| -------------- | ------- | ------------- |
| Prima stagione | 5       | 2024          |

## Cast
- Melvin Boomer: Taylor “The Outsider” Keita
- Franck Gastambide: Boss
- Edwige Ahonto: Elena
- Antonio Simony: Nico
- Yanisse Kebbab: Bilal
- Bosh: Ibrahim Ibara
- Alka Matewa: Ahmad
- Jammeh Diangana: Justin
- Camille de Sablet: Isabelle

La serie accoglie anche un certo numero di personalità dell'MMA francofone e mondiali, che interpretano loro stesse:
- Ciryl Gane
- Georges Saint-Pierre
- Jon Jones
- Abdol Abdouraguimov
- Abdel "The Blade" Medjedoub
- Anissa Meksen
- Taylor Lapilus
- Morgan Charrière

## Accoglienza
La serie ha ricevuto una buona accoglienza da parte della critica.